# Dalibor Gondík

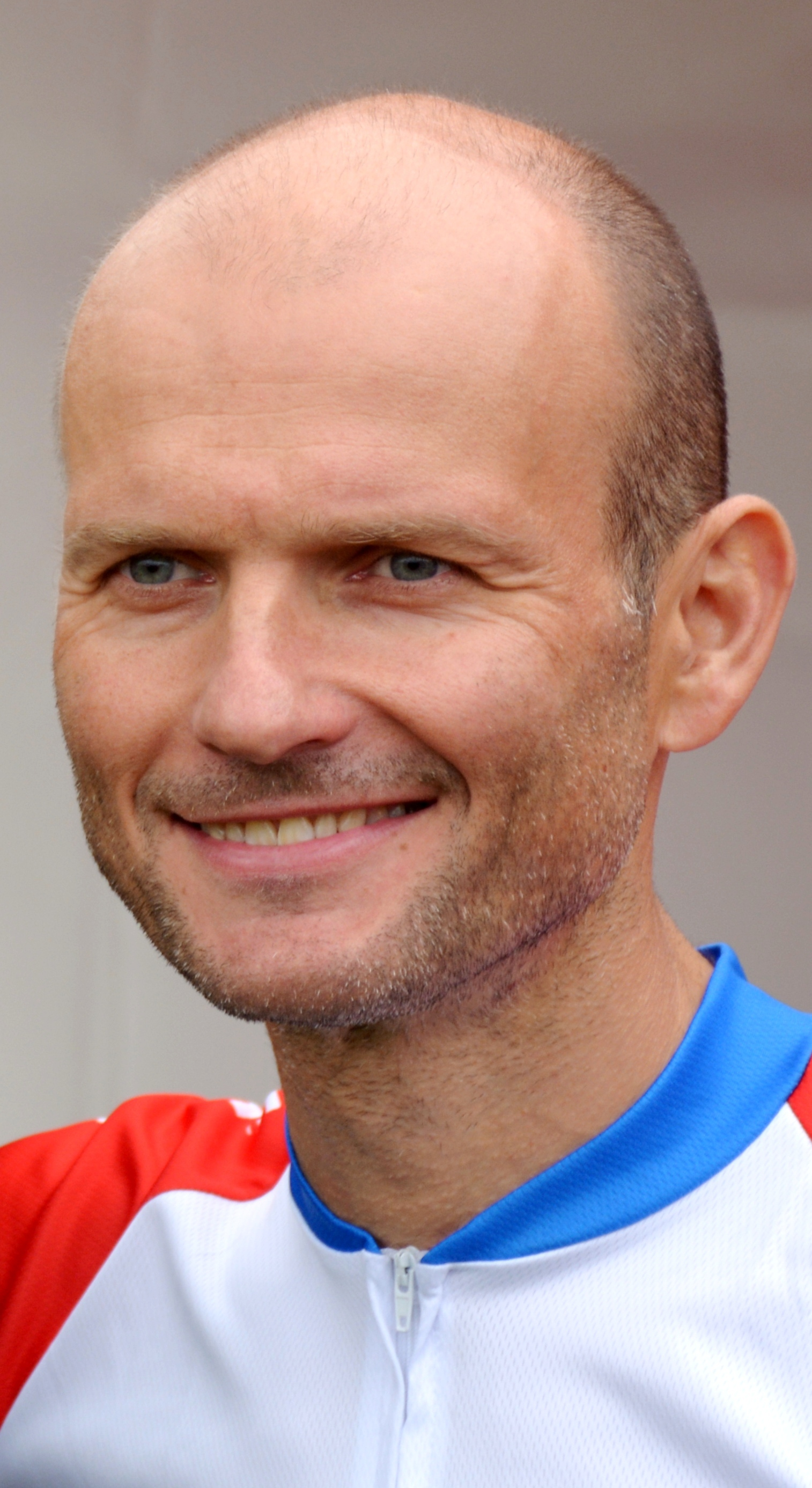
Dalibor Gondík, 2014

Dalibor Gondík (* 14. März 1970 in Sokolov, Tschechoslowakei) ist ein tschechischer Moderator, Entertainer, Schauspieler, Synchronsprecher und Musiker.

## Leben und Wirken
Gondík tritt hauptsächlich in der Improvisationsshow auf Prima TV Partička, gelegentlich auch mit seiner Schwester Adéla Gondíková, auf.

## Filmografie
(Auswahl)
- 1994 – Dětské pařby
- 1998 – Kázání rackům
- 2001 – Rady ptáka Loskutáka
- 2009 – Pamětnice
- 2017 – Tvoje tvář má známý hlas
- 2018 – StarDance … když hvězdy tančí